# Benson, Minnesota
Benson là một thành phố thuộc quận Swift, tiểu bang Minnesota, Hoa Kỳ. Năm 2010, dân số của thành phố này là 3240 người.

## Dân số
- Dân số năm 2000: 3376 người.
- Dân số năm 2010: 3240 người.